# Giorgia Birkeland
Giorgia Birkeland (14 juni 2002, Scandiano) is een Amerikaanse langebaanschaatsster. Birkeland is geboren in Italië, maar woonachtig in het Amerikaanse White Bear Lake. In White Bear Lake leerde ze op 8-jarige leeftijd schaatsen.

## Records

### Persoonlijke records
| Afstand    | Tijd    | Datum           | Baan           |
| ---------- | ------- | --------------- | -------------- |
| 500 meter  | 41,04   | 6 maart 2020    | Salt Lake City |
| 1000 meter | 1.19,54 | 22 oktober 2022 | Salt Lake City |
| 1500 meter | 2.01,53 | 27 januari 2024 | Salt Lake City |
| 3000 meter | 4.11,58 | 31 januari 2025 | Milwaukee      |
| 5000 meter | 7.34,65 | 5 januari 2024  | Salt Lake City |

(laatst bijgewerkt: 1 februari 2025)

## Resultaten
| Jaar | Olympische Spelen | WK Afstanden                      | WK Junioren                            |
| ---- | ----------------- | --------------------------------- | -------------------------------------- |
| 2020 |                   |                                   | 11e (40e, 15e, 19e, 21e) 8e massastart |
|      |                   |                                   |                                        |
| 2022 | 12e massastart    |                                   |                                        |
| 2023 |                   | HF 10e massastart · achtervolging |                                        |
| 2024 |                   | HF 9e massastart 4e achtervolging |                                        |

(#, #, #, #) = afstandspositie op juniorentoernooi (500m, 1500m, 1000m, 3000m).